# Паенченский повет
Паенченский повет (пол. Powiat pajęczański) — повет (район) в Польше, входит как административная единица в Лодзинское воеводство. Центр повета — город Паенчно. Занимает площадь 804,14 км². Население — 52 023 человека (на 31 декабря 2015 года).

## Административное деление
- города: Дзялошин, Паенчно
- городско-сельские гмины: Гмина Дзялошин, Гмина Паенчно
- сельские гмины: Гмина Келчиглув, Гмина Нова-Бжезница, Гмина Жонсня, Гмина Семковице, Гмина Стшельце-Вельке, Гмина Сульмежице

## Демография
Население повета дано на 31 декабря 2015 года.
| Перепись            | Всего  | Мужчины | Женщины |
| ------------------- | ------ | ------- | ------- |
| Всего               | 52 023 | 25 837  | 26 186  |
| Городское население | 12 897 | 6304    | 6593    |
| Сельское население  | 39 126 | 19 533  | 19 593  |